# 野津駅

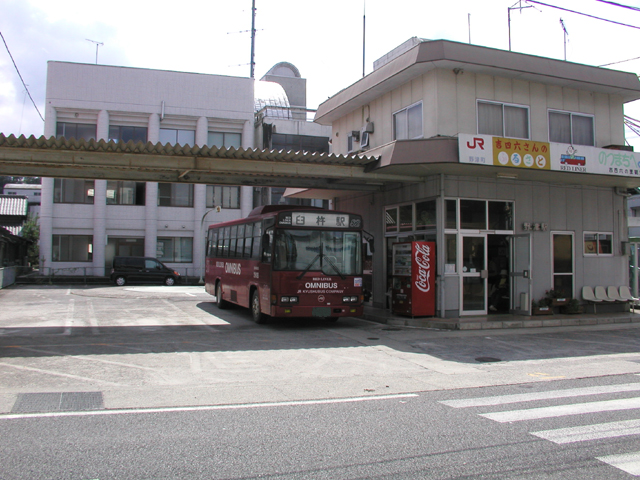
全景（2006年9月撮影）

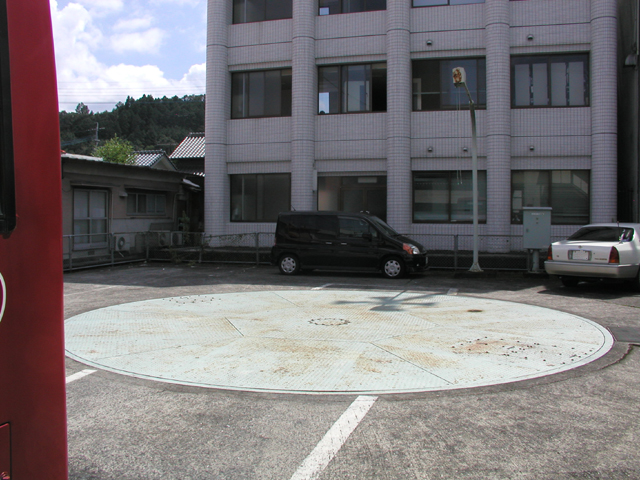
転車台（2006年9月撮影）

野津駅（のつえき）は、かつて大分県臼杵市野津町大字野津市372にあったジェイアール九州バス臼三線の自動車駅である。
2001年7月1日に鉄道券の取扱いを廃止し、バス待合施設として使用されている。2007年3月31日にジェイアール九州バス臼三線が廃止され、4月1日より大野交通（現在の大野竹田バス）、臼津交通が同路線を引き継いだことに伴い、停留所の名称が「野津市（のついち）」に変更された。

## 駅構造
駅本屋（出札窓口、待合室）と、バス専用のターンテーブルが設置されていた。
1番のりば（道路と並行しており、ターンテーブルは使用しない）
- 下り（県立三重病院、三重町駅方面）

2番のりば（ターンテーブルを利用して折り返した後に到着）
- 上り（臼杵石仏、臼杵駅方面）

## 利用状況（廃止直前）
- 平日朝は通学の高校生および県立病院へ向かうお年寄りなどの利用があった。休日は三重町駅を経由して大分方面へ向かう人で込み合うこともあった[要出典]。

## その他の特徴
- 2001年のバス部門子会社化までは、常備券の青春18きっぷやフルムーン夫婦グリーンパス、補充券でJR線連絡乗車券や指定券なども発売していた[要出典]。
- 狭い敷地を有効に利用するため、当駅で休憩（ダイヤ調整）する上りバスはターンテーブルを利用して方向転換した後に到着となっていた。

## 歴史
- 1935年3月1日 - 開業（開業時は「野津市駅」）。
（鉄道敷設法別表にある「大分県臼杵ヨリ三重ニ至ル鉄道」として軽便鉄道の敷設が企画されたが、敷設直前にバス路線へ転換され開業したものである）。
- 1949年4月1日 - 野津市村が町制施行して野津市町となり、同年7月1日には町名を野津町に変更。駅名も「野津駅」となる。
- 2001年7月1日 - 鉄道券の取扱いを廃止。
- 2007年3月31日 - ジェイアール九州バス臼三線、全線廃止。
- 2007年4月1日 - 大野交通（現在の大野竹田バス）・臼津交通が旧臼三線の路線を運行開始。

## 駅周辺
- 臼杵市役所 野津庁舎（旧・野津町役場）
- 真名野長者の墓